# Бэй Фан
Бэй Фан — (кит. 北方, пиньинь Běi Fāng, буквально: «Север», настоящее имя Сяо Юань кит. упр. 萧元, пиньинь Xiāo Yuán, 6 ноября 1957, Чанша — 23 декабря 2016) — китайский писатель и литературный критик. В годы культурной революции родители Бэй Фана были репрессированы. Окончил философский факультет Уханьского университета (провинция Хубэй).
С 1998 года Бэй Фан находился в должности главного редактора журнала «Фужун» (芙蓉, «Лотос»). Под его руководством издание выросло из местечкового в авангардный общенациональный журнал. В журнале впервые публиковались многие художники, музыканты, писатели андеграунда. В 2002 году Бэй Фан ушёл с должности из-за недовольства властей страны выраженной в журнале критикой официальной политики, культуры и идеологии.
Получили известность следующие прозаические произведения: 《四如意》，《一天一日》 («День за днем»)，《谁比谁美丽》(«Кто на свете всех милее»). Несогласие Бэй Фана с господствующей идеологией отразилось и на восприятии его литературного творчества: в официальной прессе его романы и повести были раскритикованы. 
Описывая жизнь проституток в повести «Кто на свете всех милее», Бэй Фан, сравнивая их с «добропорядочными гражданами», изобличает пороки не «падших женщин», а как раз бизнесменов, чиновников, интеллигенции, упрекая их за духовную пустоту.

## Публикации
- 北方. Кто на свете всех милее = 谁比谁美丽. — Пекин: 中国电影出版社, 2002. — 294 с. — ISBN 978-5-02-036348-9.